# Labiobarbus siamensis
Cá linh rìa (Danh pháp khoa học: Labiobarbus siamensis, trước đây là Labiobarbus spilopleura) tên tiếng Thái: pla soi luk kluai (tiếng Thái: ปลาสร้อยลูกกล้วย, phát âm [plāː sɔ̂j lûːk klûa̯j]), pla sa (tiếng Thái: ปลาซ่า, [plāː sâː]) là một loài cá chép nước ngọt phân bố ở vùng Đông Nam Á, chúng là loài bản địa của các con sông ở Thái Lan.

## Đặc điểm
Thân dài, dẹp bên; viền lưng đều từ mõm đến cuối gốc vây lưng; đầu nhỏ; mõm nhọn, có 2-3 hàng nốt sừng phía trước; miệng kề dưới, nhỏ, rạch ngang chưa tới viền trước mắt. Có 2 đôi râu, râu hàm dài hơn râu mõm; mắt lớn vừa. Vây lưng dài, khởi điểm vây lưng trước khởi điểm vây bụng; tia đơn vây lưng và vây hậu môn không hóa xương; vây đuôi phân thùy sâu.
Thân phủ vẩy tròn, đầu không phủ vẩy; đường bên hoàn toàn từ mép trên lỗ mang cong xuống đến trục và đi vào giữa thân đến giữa gốc vây đuôi. Lưng màu nâu thẫm, bụng trắng vàng nhạt; trên vẩy ở phần lưng có màu sắc tố đen ở gốc tạo thành 9-10 sọc đen dọc thân; có 1 đốm đen hình thoi (tâm trắng) sau nắp mang và có 1 sọc đen chạy dọc đường bên nối với 1 đốm đen mờ ở cuốn đuôi; các vây ngực, vây bụng và vây hậu môn màu trắng ửng vàng; vây lưng màu xám.